# Nuklearna elektrana Blayais
Nuklearna elektrana Blayais ili NE Blayais je nuklearna elektrana u jugozapadnoj Francuskoj (francuski departman Gironde), na obali estuarija Gironde (zajednički estuarij rijeka Garonne i Dordogne), u blizini Bordeauxa. Nuklearna elektrana Blayais ima 4 nuklearna reaktora (tlačni reaktor PWR) koji su u normalnom radu. Nuklearni reaktori su pušteni u rad od 1981. do 1983. Operator nuklearne elektrane je EDF (Électricité de France) za kojeg rade 1 550 zaposlenika u Nuklearnoj elektrani Blayais. Nuklearna elektrana proizvodi godišnje 27 TWh električne energije, što je za 1,5 puta više nego što je potrebno za Akvitaniju, pokrajinu na jugozapadu Francuske. Od kada je počela s radom, proizvela je 500 TWh, što je otprilike jednogodišnja potreba Francuske za električnom strujom.
Tehnički podaci za nuklearne reaktore Blayais:
| Nuklearni reaktor | Vrsta reaktora     | Nazivna snaga | Maksimalna snaga | Gradnja započela  | Spojen na elektroenergetski sustav | Prisutan na tržištu | Zatvaranje        |
| ----------------- | ------------------ | ------------- | ---------------- | ----------------- | ---------------------------------- | ------------------- | ----------------- |
| Blayais 1         | tlačni reaktor PWR | 910 MW        | 951 MW           | 1. siječnja 1977. | 12. lipnja 1981.                   | 1. prosinca 1981.   | (planirano 2021.) |
| Blayais 2         | tlačni reaktor PWR | 910 MW        | 951 MW           | 1. siječnja 1977. | 17. srpnja 1982.                   | 1. veljače 1983.    | (planirano 2023.) |
| Blayais 3         | tlačni reaktor PWR | 910 MW        | 951 MW           | 1. travnja 1978.  | 17. kolovoza 1983.                 | 14. studenog 1983.  | (planirano 2023.) |
| Blayais 4         | tlačni reaktor PWR | 910 MW        | 951 MW           | 1. travnja 1978.  | 16. svibnja 1983.                  | 1. listopada 1983.  | (planirano 2023.) |

## Nezgode u Nuklearnoj elektrani Blayais

### Poplava u NE Blayais 1999.
27. prosinca 1999., zbog visoke plime i jakog vjetra, došlo je do djelomične poplave u NE Blayais jer nasipi nisu izdržali veliki nalet vode, što je dovelo do nezgode razine 2 po INES ljestvici. NE Blayais je ostala bez električne energije i sigurnosni sustav je prestao raditi. U to vrijeme nuklearni reaktori Blayais 1, 2 i 4 su bili u punom pogonu, dok se nuklearni reaktor Blayais 3 punio s nuklearnim gorivom. Neke od crpki su bile oštećene zbog poplave, pa je rezervni dizel agregat sljedeći dan ispumpao oko 90 000 m3 vode iz poplavljenog područja. Lokalne novine Sud-Ouest su izjavile 5. siječnja 2000. da je situacija bila vrlo blizu velikoj nuklearnoj nesreći. Na osnovu te nezgode mnoge su države (pogotovo Njemačka) vršile detaljnu provjeru svojih nuklearnih elektrana u slučaju poplava.

### Potresi u NE Blayais 2002. i 2003.
2002. i 2003. operator NE Blayais, EDF je izvjestio o dva zemljotresa u elektrani, koji su svrstani u razinu 1 (nepravilnost) po INES ljestvici. Došlo je do kvara nekih dijelova nuklearnog reaktora (kvar na cjevovodu za dovod rashladne vode). Nakon toga je dodatno izgrađen spremnik vode (vodotoranj) koji bi se iskoristio za dodatno hlađenje nuklearnih reaktora u slučaju taljenja jezgre nuklearnog reaktora. Radovi na vodotornju su završeni u prosincu 2005. 

### Izljev radioaktivne vode u NE Blayais 2005.
2005. je došlo do izlijevanja oko 380 m3 vode iz NE Blayais, nakon što je jaka kiša padala 3 dana bez prestanka, što je dovelo do ozbiljne nezgode razine 3 po INES ljestvici. Bez obzira na to nitko iz ugroženog područja nije evakuiran. 